# Thyroscyphus macrocyttarus
Thyroscyphus macrocyttarus is een hydroïdpoliep uit de familie Sertulariidae. De poliep komt uit het geslacht Thyroscyphus. Thyroscyphus macrocyttarus werd in 1824 voor het eerst wetenschappelijk beschreven door Lamouroux. 